# Mètode ab initio
Els mètodes ab initio són mètodes de química computacional basats en la química quàntica.

## Classes de màtodes

### Mètodes Hartree-Fok
- Hartree-Fok (HF)
- Hartree-Fok restringit a la capa oberta (Restricted Open-shell Hartree-Fok, ROHF)
- Hartree-Fok no restringit (Unrestricted Hartree-Fok, UHF)

### Mètodes post-Hartree-Fok
- Teoria de la pertorbació de Møller-Plesset (MPn)
- Interacció de configuració (CI)
- Clúster acoblat (CC)
- Interacció de configuració quadràtica (Quadratic configuration interaction, QCI)
- Mètodes compostos de química quàntica